# Göteborgs Gatuaktiebolag
Göteborgs Gatuaktiebolag eller Gatubolaget i daglig verksamhet, var ett kommunalt bolag i Göteborgs Stad, ägt av Göteborg Stadshus AB det var ett helägt dotterbolag från 2011. Uppdraget var att "vara ett av de strategiska verktygen för att genomföra stadens miljöpolitiska mål inom miljöfordon och transporter". Sedan 2016 är företaget upplöst genom fusion där Gatubolaget och Kommunleasing i Göteborg AB blev Göteborgs Stads Leasing AB.
Bolaget grundades 1992 genom bolagisering av Gatukontoret som dittills varit en kommunal förvaltning.